# Kantilene
Eine Kantilene (zu spätlat. cantilena ‚Singsang‘, ‚Lied‘) ist eine sanglich geführte, lyrische Melodie. Die Kantilene und auch ein mögliches mehrstimmiges musikalisches Werk, in dem sie enthalten ist, kann sowohl vokal als auch instrumental sein, jedoch muss auch eine instrumentale Kantilene vom Charakter her sanglich sein.
Meist sind Kantilenen getragene Passagen, d. h. in langsamem Tempo und mit ernsthaftem Ausdruck. In der Regel ist der Melodieverlauf von Kantilenen schriftlich fixiert. Dies kann durch Noten, Neumen, oder auch durch Teamim gegeben sein.